# Centre d'entraînement Henri-Guérin
Le centre d'entraînement Henri-Guérin, appelé localement Centre d'entraînement de la Piverdière, regroupe le camp d'entraînement et le siège administratif du Stade rennais FC. Il se situe au lieu-dit la Piverdière, à l'Ouest de l'agglomération rennaise. Propriété de la ville de Rennes, il accueille les entraînements de l'équipe première, mais aussi les entraînements et matchs de ses équipes de jeunes.

## Historique

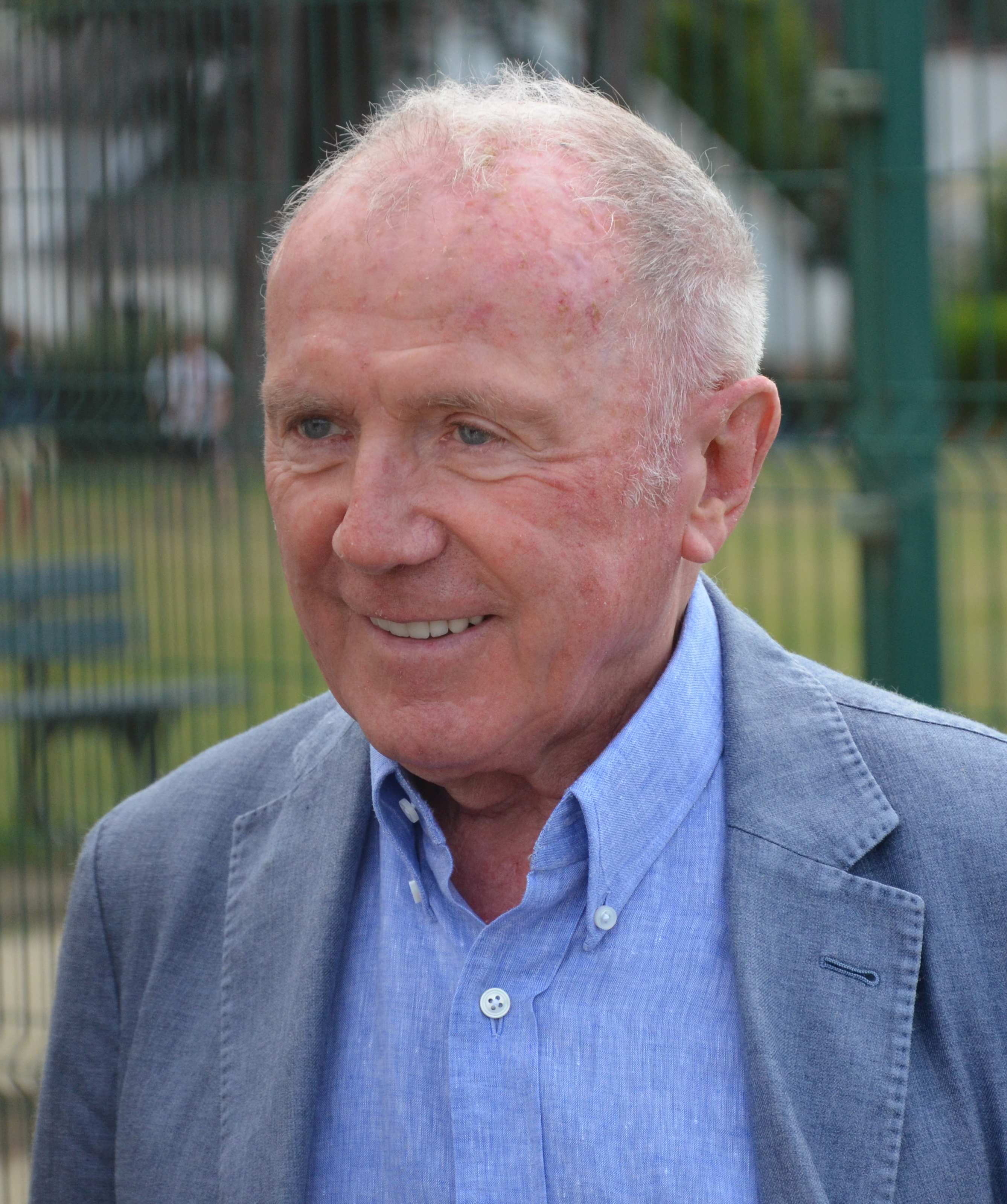
François Pinault inaugure le site de la Piverdière en juin 2020.

Le 7 avril 1997, le conseil municipal de la ville de Rennes vote la construction d'un camp d'entraînement destiné au Stade rennais FC, situé au lieu-dit la Piverdière, à proximité immédiate du Roazhon Park. Depuis son ouverture en 1912, le Stade rennais FC utilise comme lieu d'entraînement les terrains annexes ou le terrain d'honneur du parc des sports de la route de Lorient,, sans bénéficier d'un centre totalement destiné à cet usage. Inauguré en juin 2020 par François Pinault, le nom du centre rend hommage à Henri Guérin, disparu en 1995, qui fut un ancien joueur et entraîneur du Stade rennais FC, avant de devenir sélectionneur de l'équipe de France et dirigeant au sein de la Ligue de Bretagne.
En 2007, le centre d'entraînement subit plusieurs aménagements. Le Stade rennais FC y déménage ses services administratifs et commerciaux, situés auparavant dans des préfabriqués installés à côté du stade de la route de Lorient,, pour en faire son siège social. Un bâtiment consacré à la kinésithérapie et à la balnéothérapie est également construit, alors qu'un terrain synthétique, principalement consacré aux jeunes joueurs du centre de formation, est installé.
Enfin, de nouveaux travaux sont réalisés à partir de 2011. À cette date, une nouvelle aire de jeu est aménagée pour les entraînements des professionnels, le terrain principal étant jugé trop gras en hiver, et facteur de blessures. La pelouse qui y est installée est ainsi de qualité identique à celle du stade de la route de Lorient. Le terrain d'honneur, où évolue l'équipe réserve, voit quant à lui la construction de deux tribunes couvertes de 156 places chacune, qui sont inaugurées en 2012.
En 2021, le Stade rennais FC présente un projet de transformation du centre d'entraînement avec l'arrivée de nouveaux bâtiments et de deux nouveaux terrains (pour les équipes de U15 et U17 du club), pour une ouverture prévue à l'horizon 2023. Le 24 juin 2022 le club présente son projet "Piv 2", un agrandissement du centre d'entraînement passant de 11,4 ha à 15 ha : le nombre de terrains passera de 7 à 8, avec un demi-terrain supplémentaire et une zone d’entraînement des gardiens. S’y ajoutent trois terrains sur le site actuel de Moulin-du-Comte, dont un synthétique dès l’été 2023. Le début de travaux est prévu en septembre 2023 pour finir à l'été 2025. Le coût de cet agrandissement est estimé à 35 M€, somme financée par le club grâce à son actionnaire la famille Pinault. Ce projet est critiqué par plusieurs collectifs pour son impact environnemental.

## Description des installations

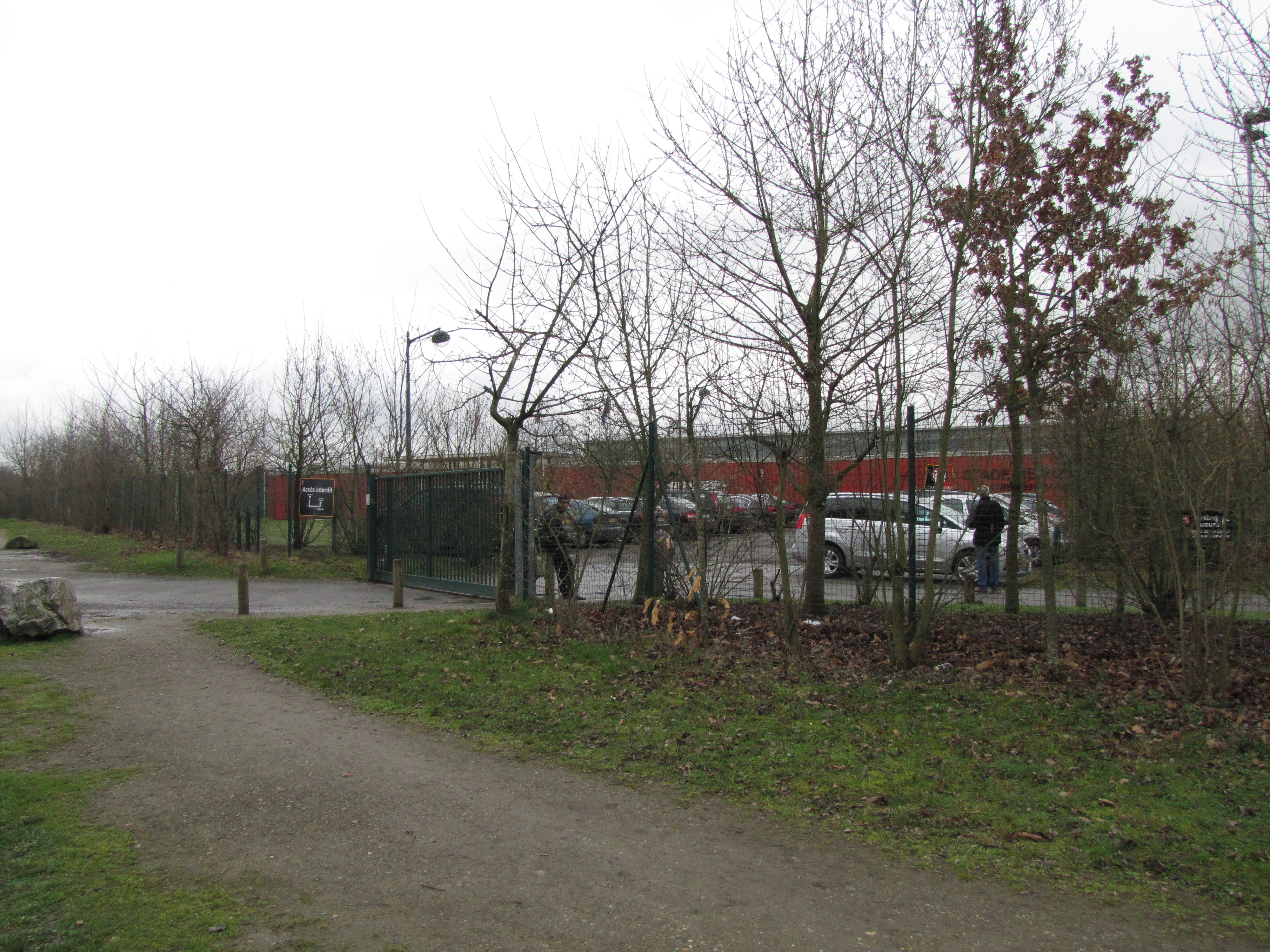
Entrée du club house.

Occupant une superficie de huit hectares, le centre d'entraînement comprend trois terrains en gazon naturel, un terrain synthétique, et deux aires de jeux, l'une en gazon naturel, l'autre en synthétique. Le bâtiment consacré aux joueurs comprend plusieurs salles :
- un club house, permettant aux joueurs de se retrouver, qui sert également de salle de projection vidéo ;
- des vestiaires ;
- des bureaux mis à disposition de l'encadrement technique ;
- une salle de musculation ;
- une salle d'étirements ;
- une salle de soins permettant le travail du médecin du club et des kinésithérapeutes ;
- une salle de balnéothérapie. Cette dernière s'inspire des installations utilisées par les joueurs et le staff technique rennais lors des stages de préparation à Carnac[17] ;
- une laverie ;
- une salle de conférence de presse[15].

Le centre de la Piverdière est également le siège social du Stade rennais FC, un bâtiment abritant la plupart des services administratifs et commerciaux du club y étant installé sur une surface d'environ 1 000 mètres carrés,. Enfin, à l'usage des équipes de jeunes du club, le centre compte un petit bâtiment séparé, abritant d'autres vestiaires.

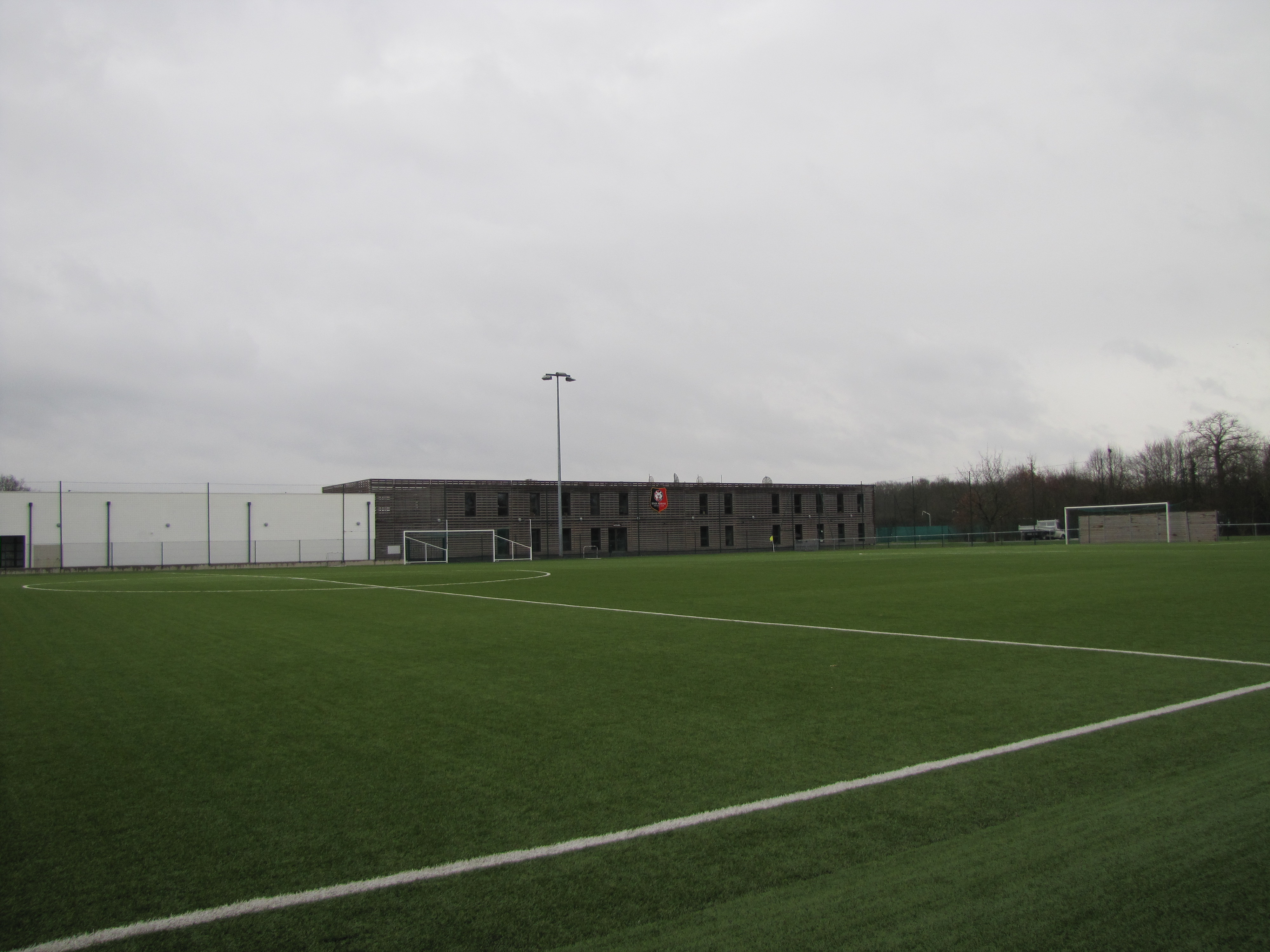
Le terrain synthétique et le siège administratif.
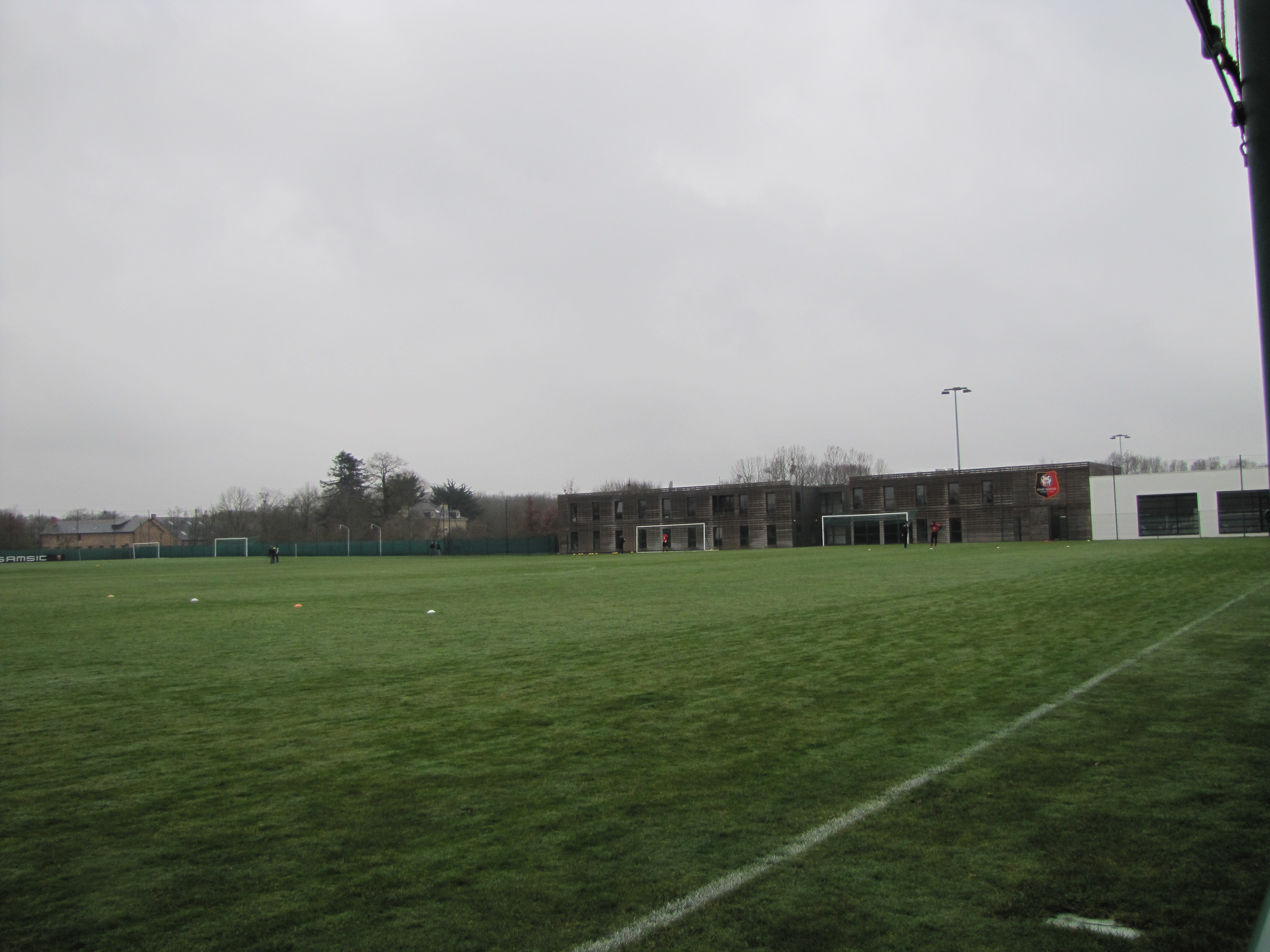
Le terrain principal d'entraînement.
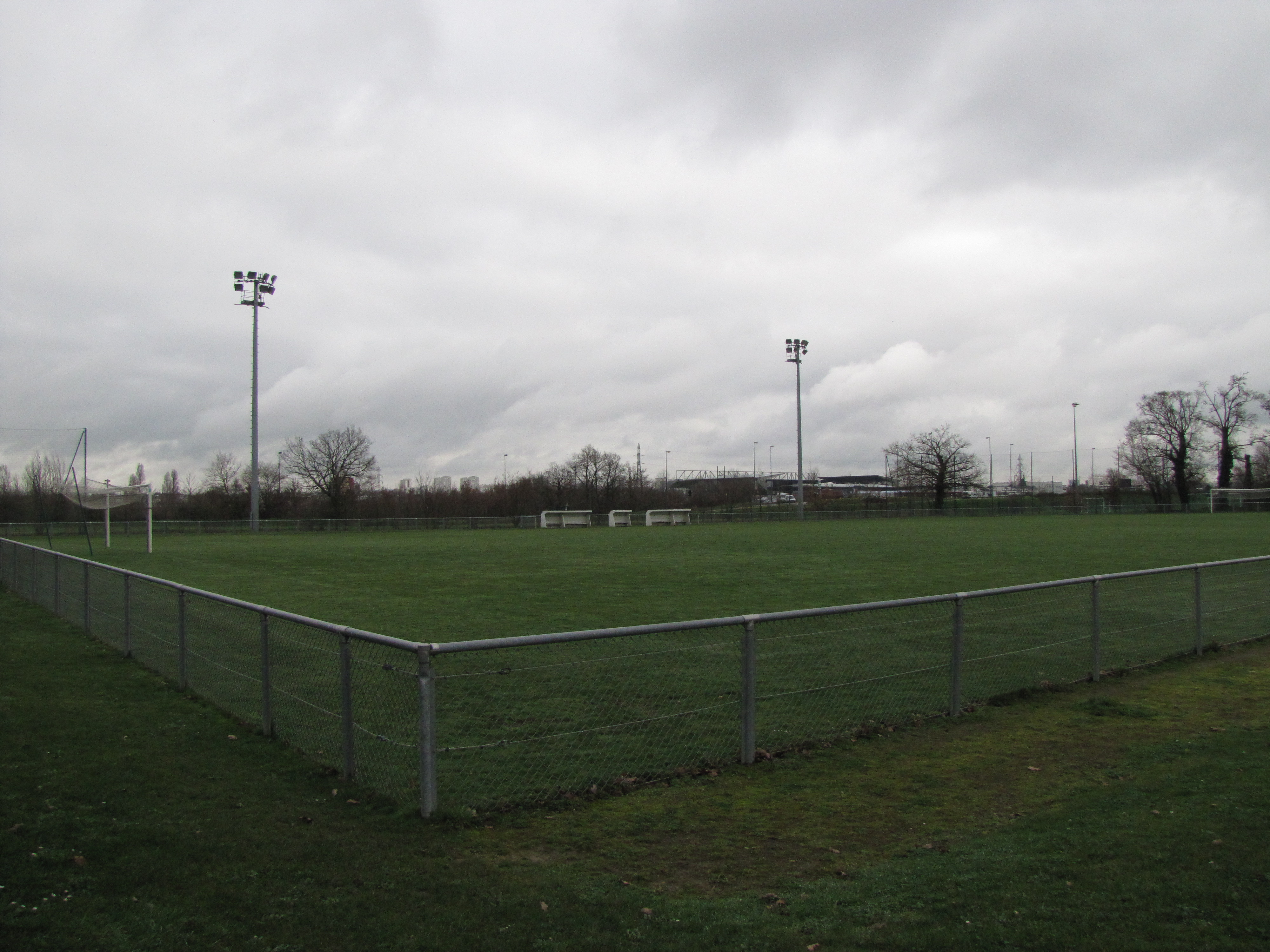
Le terrain d'honneur, lieu des matchs de la réserve.
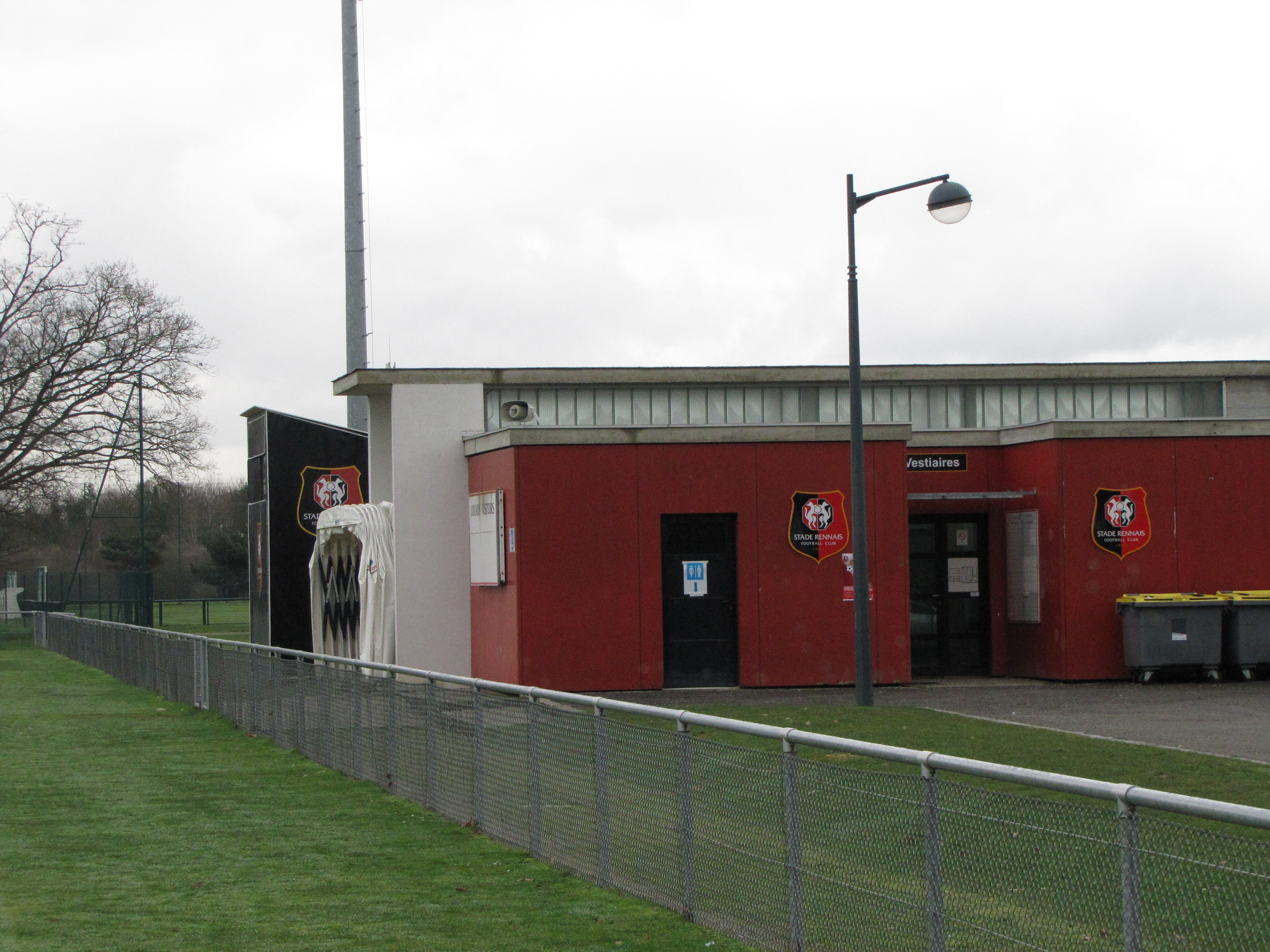
Vestiaires du terrain d'honneur.

## Utilisation du centre
Propriété de la ville de Rennes, le centre d'entraînement est à l'usage exclusif du Stade rennais FC. Comme son nom l'indique, son rôle principal est d'abriter les entraînements de l'effectif professionnel du club. S'y déroulent également les entraînements des joueurs du centre de formation, qui bénéficient notamment du terrain synthétique de dernière génération.
Homologué par la Fédération française de football sous le nom de « stade de la Piverdière », le site accueille également des matchs de compétitions officielles, en particulier ceux de l'équipe réserve du club qui évolue en Championnat de France amateur, et ceux des équipes du centre de formation. Le 2 juin 2007, la réserve du Stade rennais FC remporte ainsi, à la Piverdière, le titre de champion de France des réserves professionnelles.

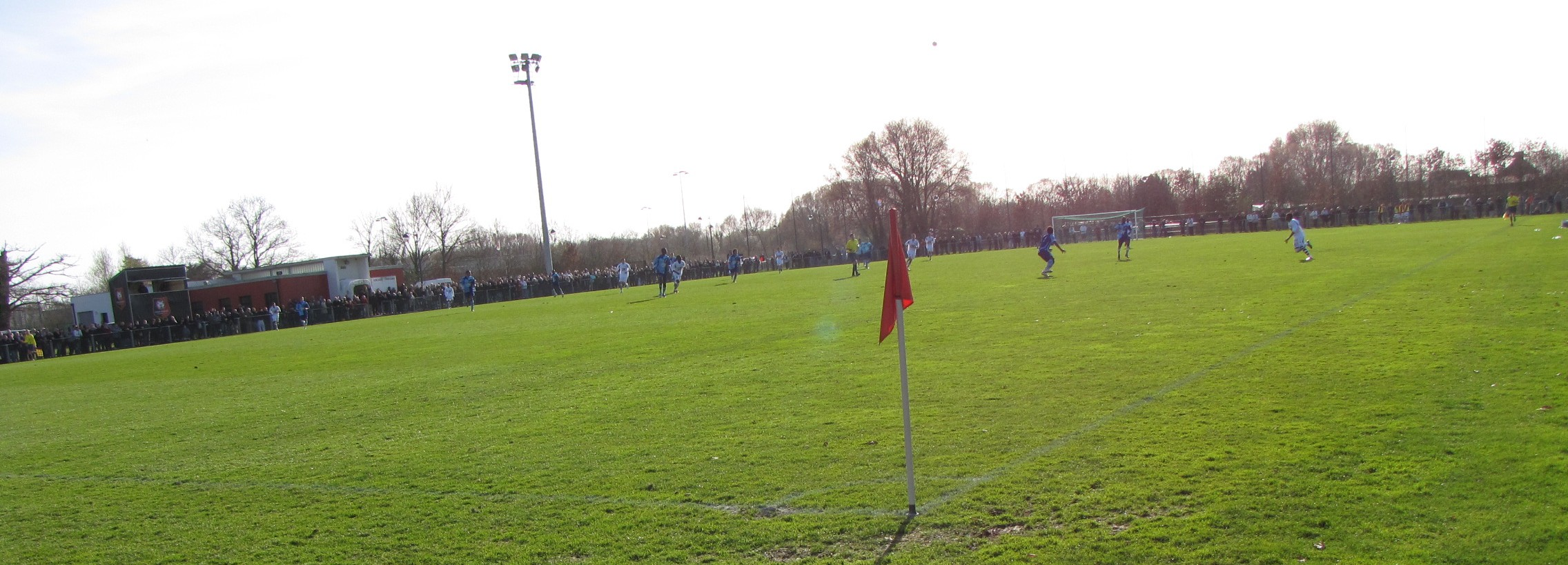
Match de Coupe Gambardella disputé sur le terrain d'honneur du centre de la Piverdière.

## Environnement et accès

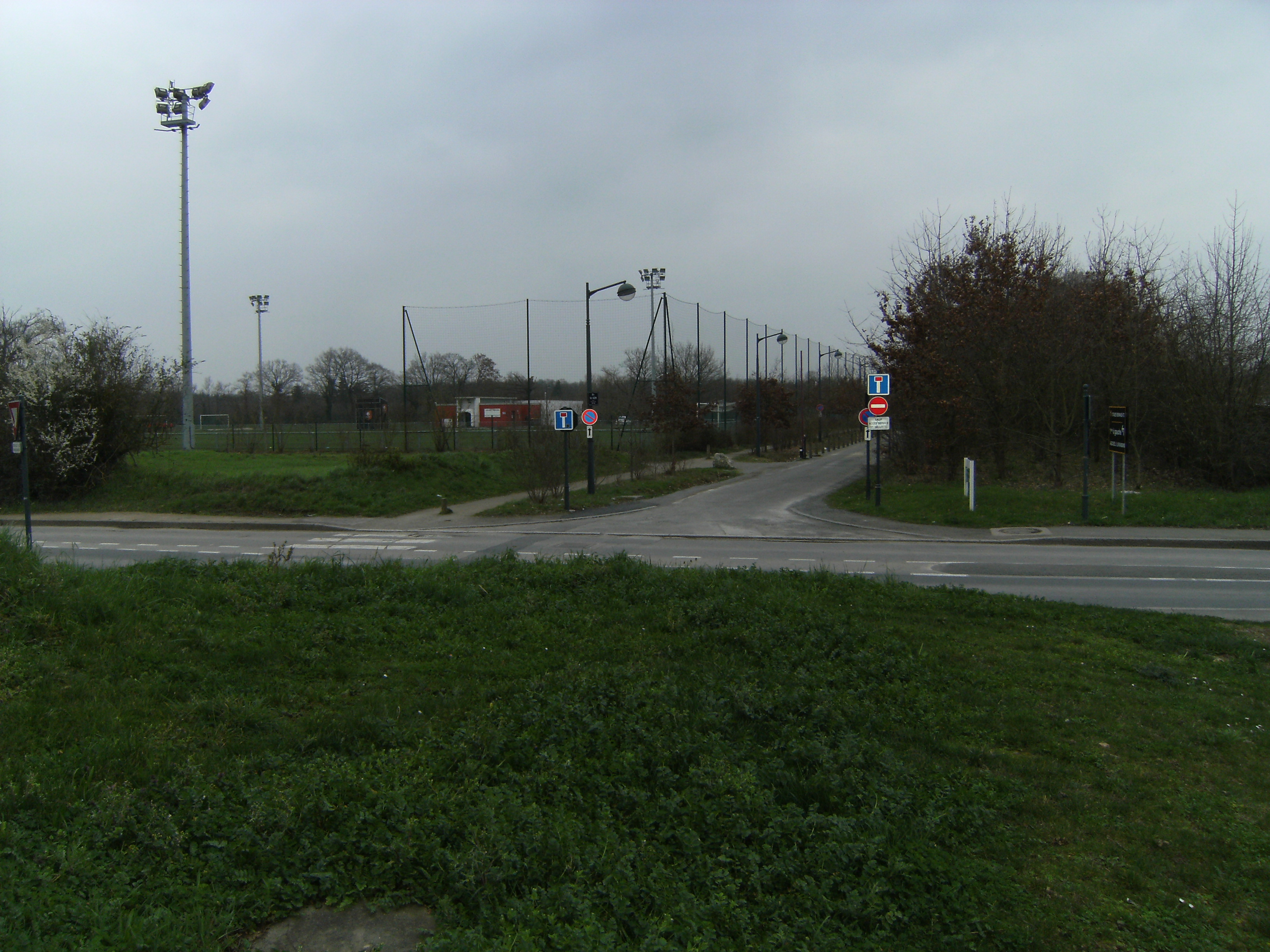
Entrée du site de la Piverdière sur la route de Sainte-Foix.

Le centre d'entraînement est situé dans le quartier Cleunay - Arsenal-Redon, dans la partie ouest de l'agglomération rennaise. Dans sa partie est, il est bordé par la rocade de Rennes et se trouve non loin du fleuve de la Vilaine, situé plus au Nord. Entre le centre et la Vilaine se trouve le parking réservé aux spectateurs qui viennent assister aux matchs disputés au Roazhon Park. La présence de ce dernier est également un élément qui caractérise l'environnement du site.
Situé sur la route de Sainte-Foix, le centre d'entraînement n'est desservi directement par aucune ligne de bus du réseau STAR. Les arrêts les plus proches sont ceux des lignes 9 et 11, qui desservent le Roazhon Park et le centre commercial adjacent. En automobile, le site est accessible depuis la sortie « porte de Cleunay » de la rocade.